# Jog Dial

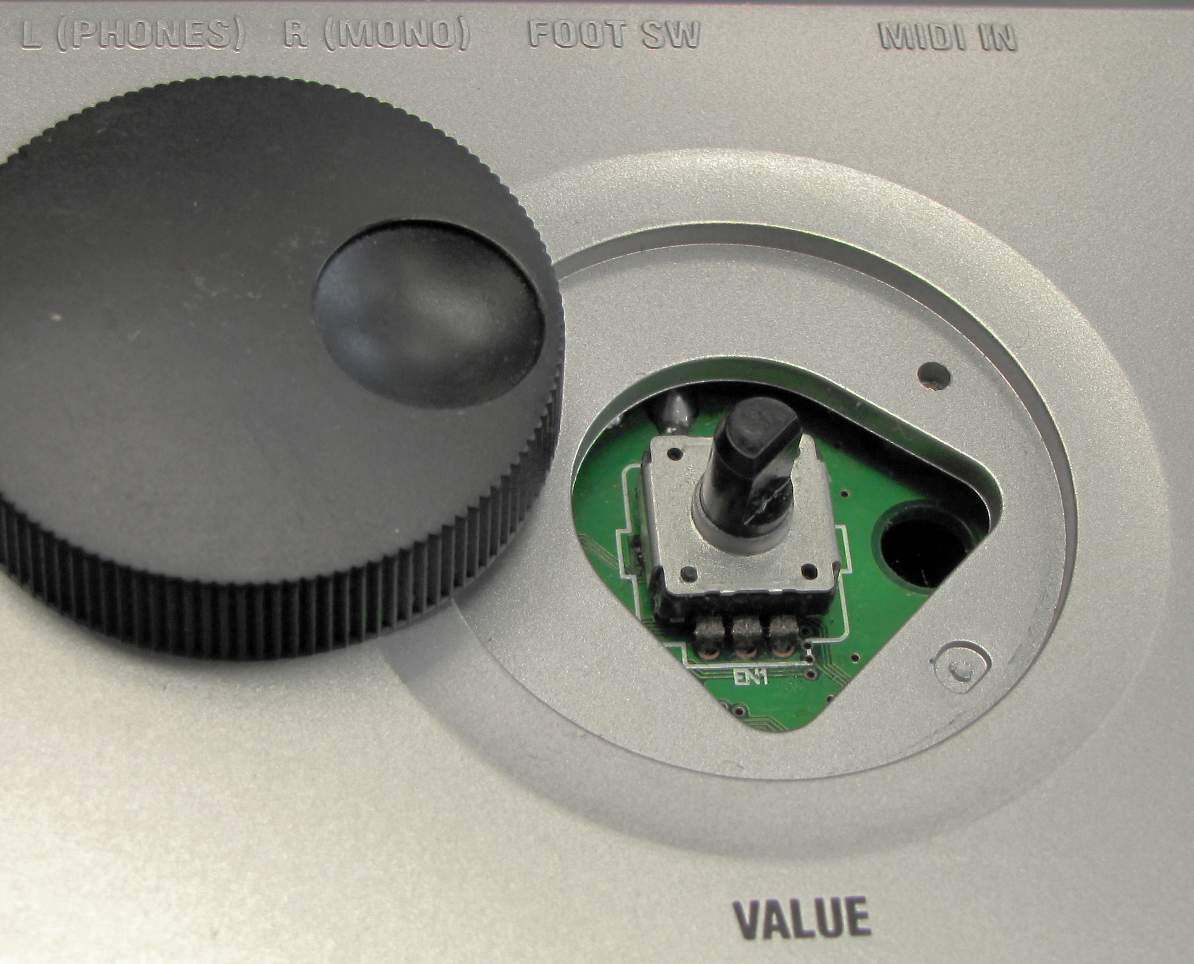
Inkrementalgeber als Sensor für ein Jog Dial; daneben der abgenommene Knopf mit typischer Jog-Dial-Fingermulde

Ein Jog Dial ist ein Bedienelement auf elektronischen Geräten in Form eines mit dem Finger drehbaren Rades, das zum ergonomischen Einstellen eines Wertes oder einer Position verwendet wird. Seit Ende der 1990er-Jahre ist es insbesondere als Scrollrad (Mausrad) auf Computermäusen weit verbreitet, wo es zur Steuerung des Bildlaufs (Scrollen) oder des Abbildungsmaßstabs (Zoomen) in grafischen Benutzerschnittstellen (GUI) dient.

## Geschichte und Verbreitung

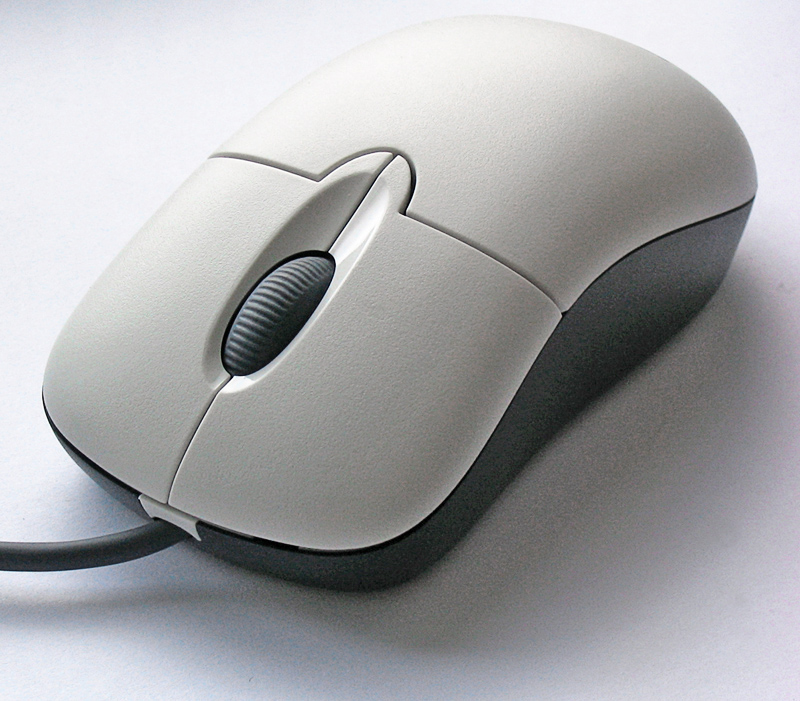
Computermaus mit Scrollrad

Als Teil von Jog/Shuttles waren Jog Dials schon in den 1980er-Jahren auf Videorecordern und Laserdisc-Playern verschiedener Hersteller vorzufinden.
Eine frühe mit einem Scrollrad ausgestattete Computermaus war die ab 1995 von Kye Systems unter der Marke Genius verkaufte EasyScroll Mouse. Sie enthält ein Rad zur Steuerung des vertikalen Bildlaufs zwischen der linken und rechten Maustaste. Kurz darauf begannen auch andere Hardwarehersteller, kompatible Mäuse herzustellen, zum Beispiel die ab 1996 von Microsoft verkaufte IntelliMouse; zum Ende der 1990er-Jahre hatte sich das Scrollrad auf PC-Mäusen etabliert. Vereinzelt tauchten auch Mäuse auf dem Markt auf, die mit einem zweiten Rad für horizontalen Bildlauf ausgestattet sind (etwa im Jahr 2000) oder statt des Scrollrades einen Scrollball besitzen, der physisch einem Trackball ähnelt und ebenfalls zweidimensionales Scrollen erlaubt (im Jahr 2002).
Da in Notebooks oft statt einer Maus zum Beispiel ein eingebautes Touchpad benutzt wird, wurde auch in einige dieser Rechner ein Scrollrad eingebaut. Moderne Touchpads können jedoch durch Bewegen des Fingers am rechten oder unteren Rand oder durch Streichen mit zwei Fingern auch zum Scrollen verwendet werden, sodass ein zusätzliches Scrollrad nicht mehr erforderlich ist.
Seit Anfang der 2000er-Jahre werden Jog Dials auch in viele portable Geräte wie PDAs, Mobiltelefone oder MP3-Player eingebaut, wo sie ebenfalls hauptsächlich für den Bildlauf in Listen verwendet werden.

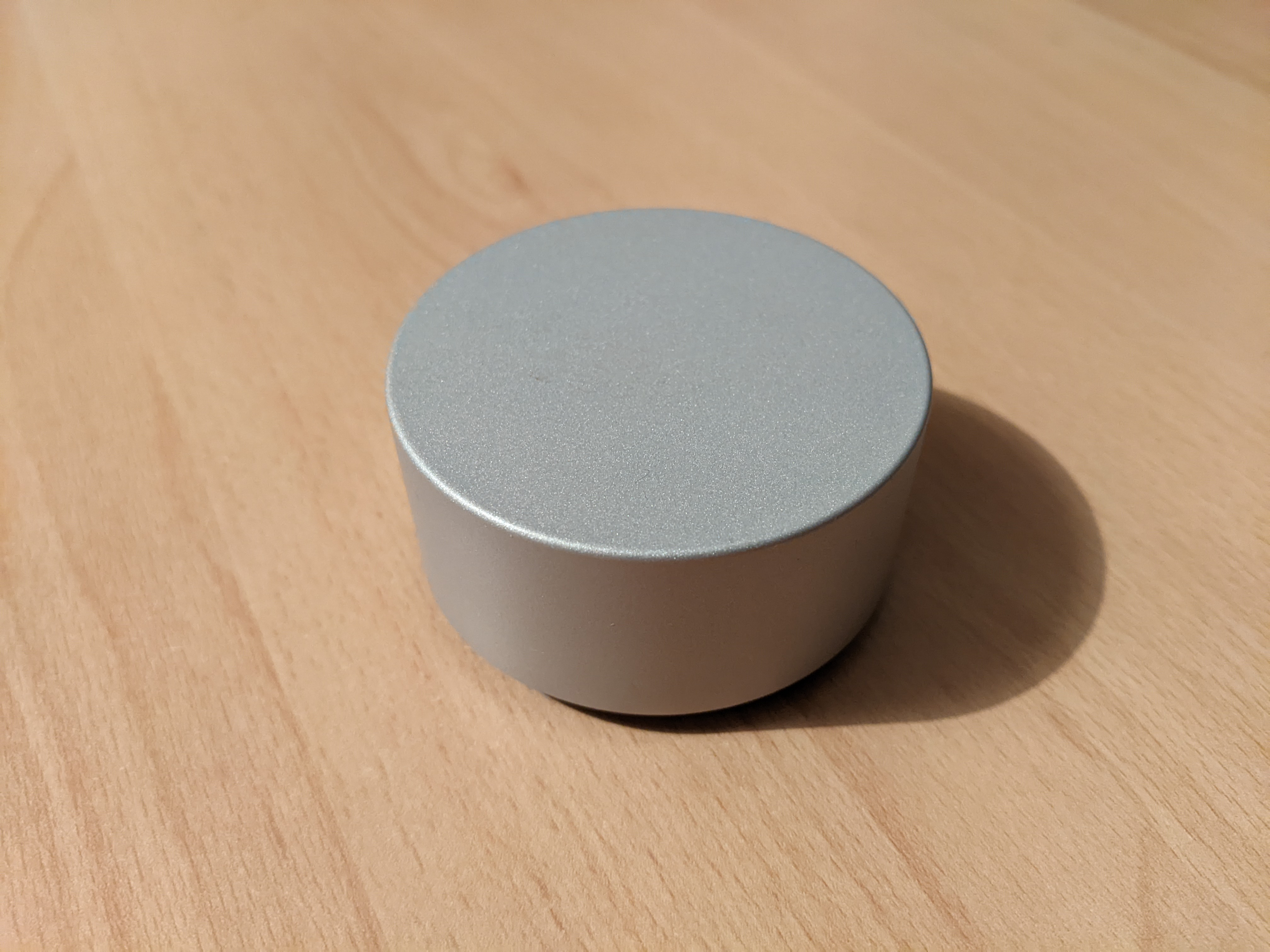
Surface Dial

Im Oktober 2016 veröffentlichte Microsoft ein neues Human Interface Device (HID) namens Surface Dial, mit dem ab Microsoft Windows 10 (Version 1607) ein systemweites und durch Anwendungen erweiterbares Tortenmenü bedient werden kann. Die Kommunikation mit dem PC erfolgt über Bluetooth Low Energy.
Das Gerät kann prinzipiell mit jedem PC genutzt werden, der über die zuvor genannten Hard- und Softwarevoraussetzungen verfügt und verhält sich wie ein Mausrad. Es lässt sich horizontal in beide Richtungen drehen und löst durch Drücken ein Klick-Ereignis aus. Unter einigen Geräten aus der Surface-Studio- und Surface-Pro-Reihe, kann man das Gerät auch auf dem Bildschirm aufsetzen. Dadurch vergrößert sich das Tortenmenü und der Anwendung wird die Koordinate des Rad-Mittelpunkts und die kreisförmige Abmessung des Geräts mitgeteilt. Eine Anwendung kann dies nutzen, um zusätzliche Funktionen anzubieten. In Bildbearbeitungsprogrammen kann beispielsweise ein Farbkreis um das Gerät gezeichnet werden, mit dem durch Drehen und Drücken des Geräts die gewünschte Farbe für einen Eingabestift (z. B. Surface Pen) ausgewählt werden kann.

## Aufbau und Verwendung

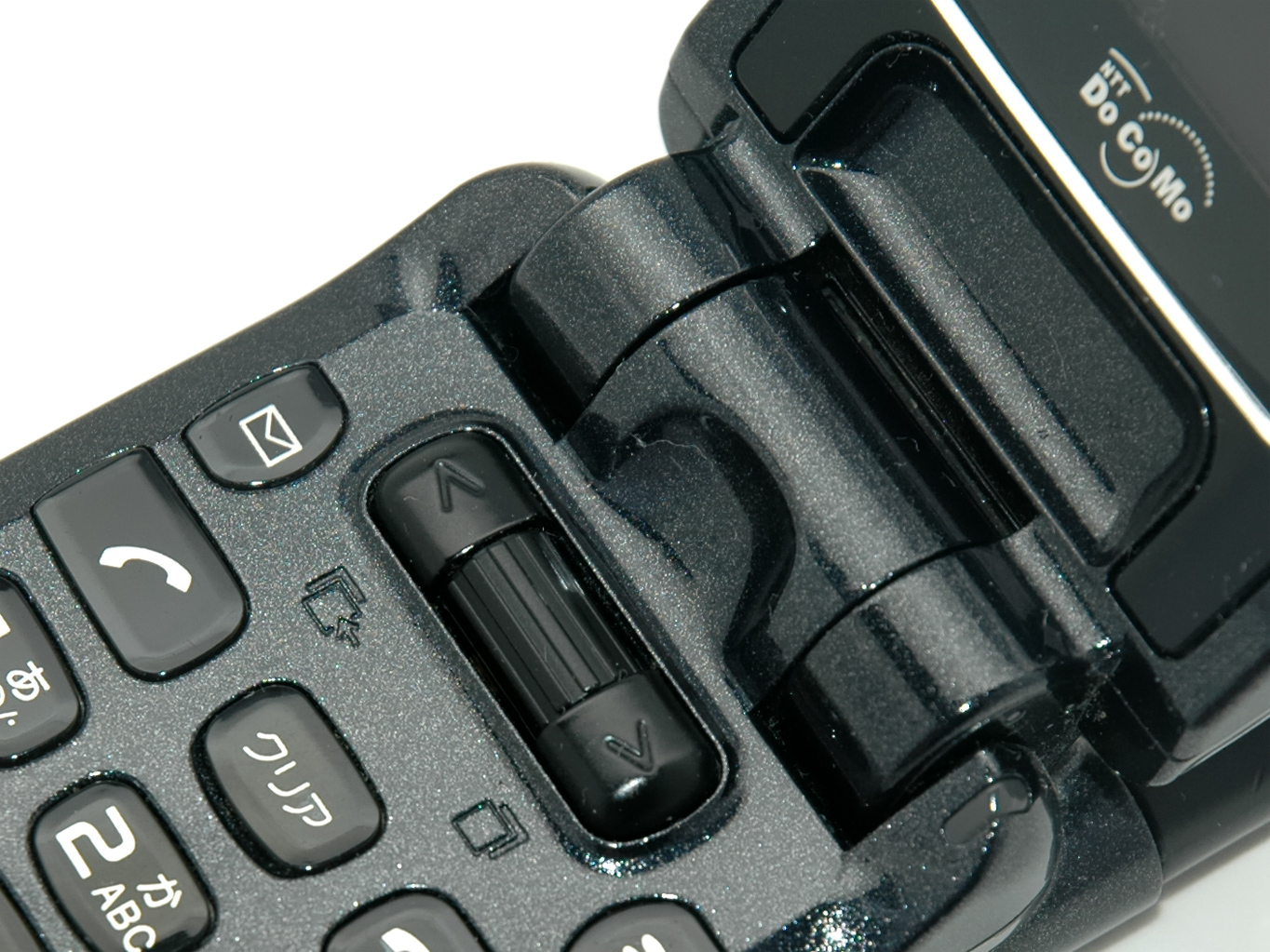
Jog Dial an einem Handy (zur Menüsteuerung)

Im Gegensatz zu auf Potentiometern basierenden Drehknöpfen, etwa gewöhnlichen Lautstärkereglern an Radios, lassen sich Jog Dials ohne Anschlag in beide Richtungen drehen; der eingestellte Wert wird nicht durch die absolute Position des Rades bestimmt, sondern kann durch Drehbewegungen relativ verändert werden. Dadurch können große oder variable Wertebereiche abgedeckt werden. Das hierfür verwendete Bauteil ist ein Inkrementalgeber (Drehimpulsgeber), welcher unter anderen auch für Messungen an Werkzeugmaschinen verwendet wird.
Ein ähnliches Bedienelement ist das Shuttle Dial, bei diesem wird aber durch die Position des Rades die Geschwindigkeit bestimmt, mit der der Wert automatisch erhöht oder verringert wird.
Oft werden Jog Dials mit einer Rasterung versehen, so dass sich während des Drehens die einzelnen Änderungsschritte fühlen lassen.
Für den Einbau eines Jog Dials gibt es generell zwei Möglichkeiten:
- Das Rad ist so angebracht, dass eine Betätigung über die Stirnseite erfolgt. Die Drehachse liegt senkrecht zur Oberfläche des Geräts. Jog Dials dieser Art finden sich zum Beispiel auf vielen Videorecordern oder auf iPods der ersten Generation (2001) und erlauben es dem Benutzer, das Rad beliebig lange ohne Absetzen des Fingers zu drehen.
- Die Betätigung erfolgt tangential, also über den Umfang des Rades, oftmals nur einen kleinen Bereich davon. Die Drehachse liegt parallel zur Geräteoberfläche, in den meisten Fällen innerhalb des Geräts. Dadurch wird weniger Platz auf der Geräteoberfläche benötigt, jedoch kann der Benutzer das Rad ohne Absetzen des Fingers nur ein kurzes Stück drehen. Diese Bauweise wird für Scrollräder in Computermäusen und PDAs verwendet.

## Mausräder in verschiedenen Computersystemen
Mäuse mit Scrollrädern waren zunächst für PCs bestimmt und wurden unter Microsoft Windows unterstützt.
Dagegen besitzen Mäuse von Unix-Workstations traditionell drei richtige Maustasten und kein Scrollrad; bis heute werden zum Beispiel Sun-Workstations mit Mäusen ohne Rad ausgeliefert. Über auf PC-Hardware laufende Unix-Betriebssysteme (insbesondere Linux) hat das Scrollrad aber auch in die Unix-Welt Einzug gehalten und kann unter Unix-GUIs wie Gnome oder KDE zum Bildlauf verwendet werden. Die Funktion der mittleren Maustaste, die auf Unix-ähnlichen Systemen traditionell notwendig war, wird durch das heute übliche drückbare Scrollrad mehr oder weniger gut gewährleistet.
Obwohl Apple schon Jahre vor der IntelliMouse ein Patent auf ein Rad in einer Maus erhalten hatte, mussten Macintosh-Benutzer lange Zeit ohne Mausrad auskommen. Erst seit August 2005 bietet Apple mit der Mighty Mouse eine Maus mit einem Scrollball an.

## Unterstützung in grafischen Benutzerschnittstellen
Welche Aktion das Drehen eines Mausrades tatsächlich auslöst, wird durch das Anwendungsprogramm oder das darunter liegende Betriebssystem oder GUI-Toolkit bestimmt. Üblich ist neben dem Scrollen um eine bestimmte Anzahl von Zeilen auch das Verstellen von grafisch simulierten Schiebereglern oder numerischen Eingabefeldern (mit Drehfeld). Außerdem findet es oft zum Zoomen Anwendung.
Da mehrere durch das Scrollrad steuerbare Fenster und Steuerelemente gleichzeitig auf dem Bildschirm sichtbar sein können, wird die ausgelöste Aktion auch durch die Position des Mauszeigers und der Schreibmarke sowie dadurch bestimmt, welches Fenster aktiv ist.
In vielen Fällen kann durch Drücken von Modifikationstasten die Wirkung verändert werden, etwa kann in den Webbrowsern Opera, Google Chrome, Firefox oder Internet Explorer bei gedrückter Steuerungstaste mit dem Scrollrad die Vergrößerungsstufe geändert werden.